# Дакорум
Дакорум (англ. Dacorum) — неметрополитенский район (англ. non-metropolitan district) со статусом боро в графстве Хартфордшир (Англия). Административный центр — город Хемел-Хемпстед.

## География
Район расположен в западной части графства Хартфордшир, граничит с графствами Бедфордшир и Бакингемшир.

## История
Современный район был образован 1 апреля 1974 года в результате объединения городского боро Хемел-Хемпстед, городских районов (англ. Urban district) Беркхамстед, Тринг и частей сельских районов (англ. Rural District) Сент-Олбанс и Уотфорд.

## Состав
В состав района входит 3 города:
- Беркхамстед
- Тринг
- Хемел-Хемпстед

и 14 общин (англ. civil parish):
- Олдбери
- Бовингдон
- Чипперфилд
- Фламстед
- Флонден
- Грейт-Гаддесден
- Кингс-Лэнгли
- Литл-Гаддесден
- Маркйет
- Нэш-Милс
- Нетледен-вит-Поттен-Энд
- Нортчерч
- Тринг-Рурал
- Уиггинтон